# Енфілд (Іллінойс)
Енфілд (англ. Enfield) — селище (англ. village) в США, в окрузі Вайт штату Іллінойс. Населення — 794 особи (2020).

## Географія
Енфілд розташований за координатами 38°6′7″ пн. ш. 88°20′17″ зх. д. / 38.10194° пн. ш. 88.33806° зх. д. (38.101917, -88.338138).  За даними Бюро перепису населення США в 2010 році селище мало площу 3,07 км², уся площа — суходіл.

## Демографія
Згідно з переписом 2010 року, у селищі мешкало 596 осіб у 250 домогосподарствах у складі 158 родин. Густота населення становила 194 особи/км².  Було 281 помешкання (91/км²).
Расовий склад населення:
| - 99,5 % — білих - 0,2 % — корінних американців - 0,2 % — чорних або афроамериканців - 0,2 % — азіатів |

До двох чи більше рас належало 0,0 %. Частка іспаномовних становила 0,0 % від усіх жителів.
За віковим діапазоном населення розподілялося таким чином: 20,8 % — особи молодші 18 років, 55,0 % — особи у віці 18—64 років, 24,2 % — особи у віці 65 років та старші. Медіана віку мешканця становила 47,1 року. На 100 осіб жіночої статі у селищі припадало 85,7 чоловіків;  на 100 жінок у віці від 18 років та старших — 89,6 чоловіків також старших 18 років.
Середній дохід на одне домашнє господарство  становив 36 303 долари США (медіана — 28 571), а середній дохід на одну сім'ю — 39 392 долари (медіана — 31 429). За межею бідності перебувало 18,6 % осіб, у тому числі 46,9 % дітей у віці до 18 років та 6,1 % осіб у віці 65 років та старших.
Цивільне працевлаштоване населення становило 174 особи. Основні галузі зайнятості: освіта, охорона здоров'я та соціальна допомога — 24,7 %, сільське господарство, лісництво, риболовля — 17,8 %, виробництво — 14,4 %.